# Liste der Biografien/Kosa
Liste der Biografien |
Portal Biografien |
Personensuche
# |
A |
B |
C |
D |
E |
F |
G |
H |
I |
J |
K |
L |
M |
N |
O |
P |
Q |
R |
S |
T |
U |
V |
W |
X |
Y |
Z |
?
 
Ka |
Kb |
Kc |
Kd |
Ke |
Kf |
Kg |
Kh |
Ki |
Kj |
Kl |
Km |
Kn |
Ko |
Kp |
Kr |
Ks |
Kt |
Ku |
Kv |
Kw |
Ky |
Kx |
Kz
 
Koa |
Kob |
Koc |
Kod |
Koe |
Kof |
Kog |
Koh |
Koi |
Koj |
Kok |
Kol |
Kom |
Kon |
Koo |
Kop |
Kor |
Kos |
Kot |
Kou |
Kov |
Kow |
Kox |
Koy |
Koz
 
Kosa |
Kosb |
Kosc |
Kose |
Kosg |
Kosh |
Kosi |
Kosj |
Kosk |
Kosl |
Kosm |
Kosn |
Koso |
Kosp |
Koss |
Kost |
Kosu |
Kosv |
Kosy |
Kosz
Die Liste der Biografien führt alle Personen auf, die in der deutschsprachigen Wikipedia einen Artikel haben. Dieses ist eine Teilliste mit 52 Einträgen von Personen, deren Namen mit den Buchstaben „Kosa“ beginnt.

## Kosa
- Kosa Pan († 1700), siamesischer Diplomat und Staatsmann
- Kósa, Ádám (* 1975), ungarischer Politiker (Fidesz)
- Kosa, Emil junior (1903–1968), französischer Maler, Allround-Künstler und Oscar-Preisträger
- Kósa, Endre (1975–2015), rumänischer Eishockeyspieler
- Kósa, Gábor (* 1971), ungarischer Sinologe und Religionshistoriker
- Kósa, György (1897–1984), ungarischer Komponist
- Kóša, Sebastián (* 2003), slowakischer Fußballspieler

### Kosac
- Kosača, Vladislav Hercegović († 1490), Sohn von Stjepan Vukčić Kosača, Herzog der Herzegowina
- Kosača, Vlatko Hercegović († 1489), bosnischer Herzog
- Kosača-Kotromanić, Katarina (1424–1478), vorletzte bosnische KöniginKatarina Kosača-Kotromanić (1424–1478)

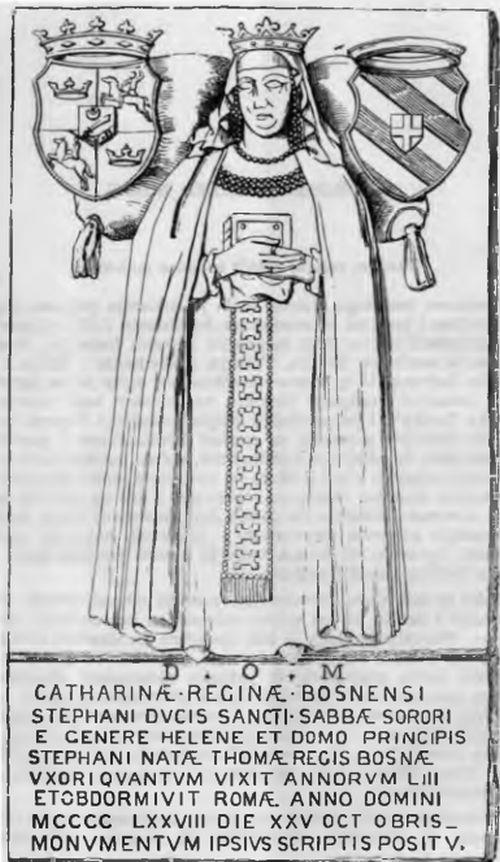
Katarina Kosača-Kotromanić (1424–1478)

- Kosack, Hans-Peter (1912–1976), deutscher Geograf und Kartograf
- Kosack, Joachim (* 1965), deutscher Fernsehproduzent
- Kosack, Liz (* 1983), amerikanische Keyboarderin und Grafikerin
- Kosack, Philipp (1869–1938), deutscher Briefmarkenhändler
- Kosack, Wolfgang (* 1943), deutscher Ägyptologe, Koptologe und Autor

### Kosai
- Kōsai, Hiroki (* 1933), japanischer Astronom

### Kosak
- Kosak, Bruno (1936–2019), deutsch-polnischer Politiker und Sejm-Abgeordneter
- Kosak, Ceno (1904–1985), österreichischer Architekt, Bühnenbildner, Gestalter und Maler
- Kosak, Dmitri Nikolajewitsch (* 1958), russischer Politiker
- Kosak, Hanna (* 1974), belarussische Sprinterin
- Kosak, Karin (* 1979), österreichische Dressurreiterin
- Kosak, Wolodymyr (* 1959), ukrainischer Eisenbahner und Politiker
- Kosaka, Akinori (* 1975), japanischer Fußballspieler
- Kosaka, Zentarō (1912–2000), japanischer Politiker
- Kosakovskienė, Marijona (1704–1776), litauische Politikerin
- Kosakowski, Daniel (* 1992), US-amerikanischer Tennisspieler
- Kosakowski, Michal (* 1975), polnisch-deutscher Filmregisseur, Medienkünstler und Dozent

### Kosam
- Kosambi, Damodar Dharmananda (1907–1966), indischer Mathematiker und Historiker

### Kosan
- Kosan, Ismail (* 1948), deutscher Politiker (AL)
- Kosana, George (1935–2016), US-amerikanischer Filmproduktionsleiter und Schauspieler
- Kosanaschwili, Lewan (* 1985), georgischer Skispringer
- Koşaner, Işık (* 1945), türkischer Generalstabschef
- Kosanke, Sören (* 1977), deutscher Politiker (SPD), MdL
- Kosanović, Milan (* 1981), montenegrinischer Handballspieler
- Kosanović, Miloš (* 1990), serbischer Fußballspieler
- Kosanović, Zdenko (* 1964), kroatischer Fußballspieler und -trainer
- Kosanović, Zoran (1956–1998), jugoslawischer und kanadischer Tischtennisspieler

### Kosar
- Kosar, Franc (1823–1894), slowenischer Theologe, Biograf und Philosoph
- Kosar, Fritz (* 1939), deutscher Fußballspieler
- Kosar, Scott (* 1963), US-amerikanischer Drehbuchautor
- Košarac, Dejana (* 1994), bosnische Biathletin und Skilangläuferin
- Košarac, Goran (* 1995), bosnischer Biathlet und Skilangläufer
- Košarac, Nemanja (* 1989), bosnisch-herzegowinischer Biathlet
- Kosárek, Adolf (1830–1859), tschechischer Maler
- Kosari, Baran (* 1985), iranische Schauspielerin
- Kosarin, Kira (* 1997), US-amerikanische Schauspielerin und SängerinKira Kosarin (* 1997)

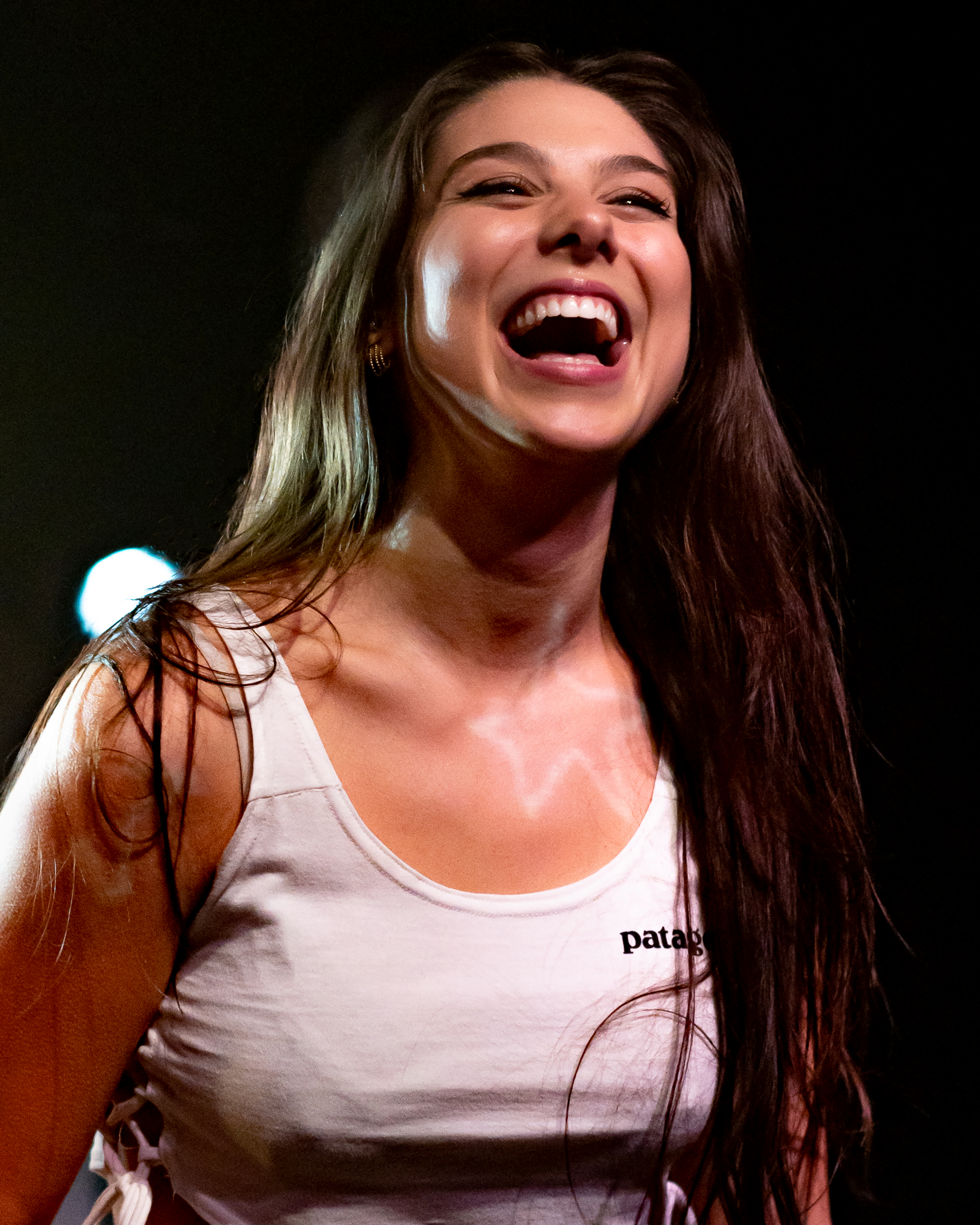
Kira Kosarin (* 1997)

- Kosáry, Domokos (1913–2007), ungarischer Historiker

### Kosas
- Kosashvili, Yona (* 1970), israelischer Schachspieler

### Kosat
- Kosatschenko, Julija Konstantinowna (* 1996), russische Handballspielerin
- Kosatschenko, Tetjana (* 1981), ukrainische Freestyle-Skierin

### Kosaw
- Kosawat Wongwailikit (* 1988), thailändischer Fußballspieler

### Kosay
- Koşay, Hâmit Zübeyir (1897–1984), türkischer Prähistoriker und Ethnologe